# Kinderdijk

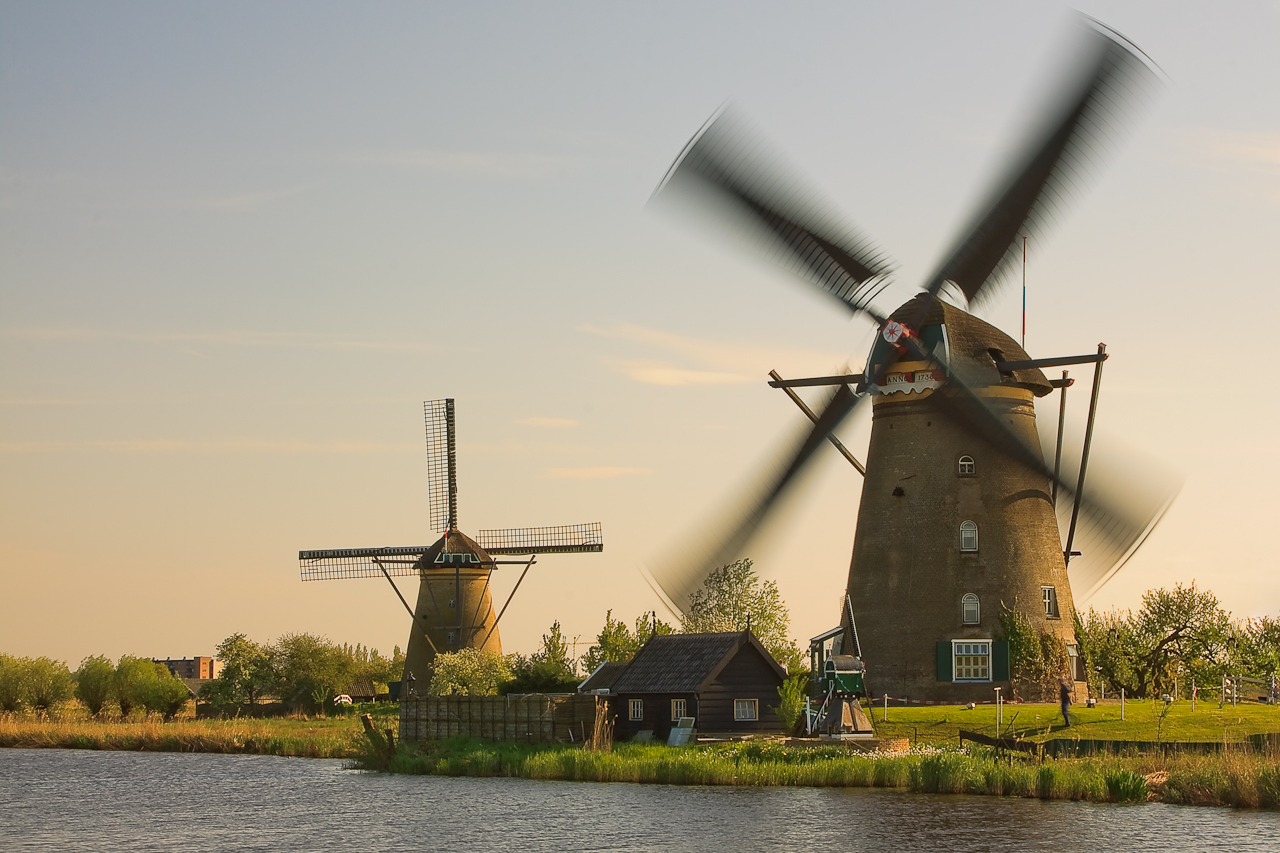

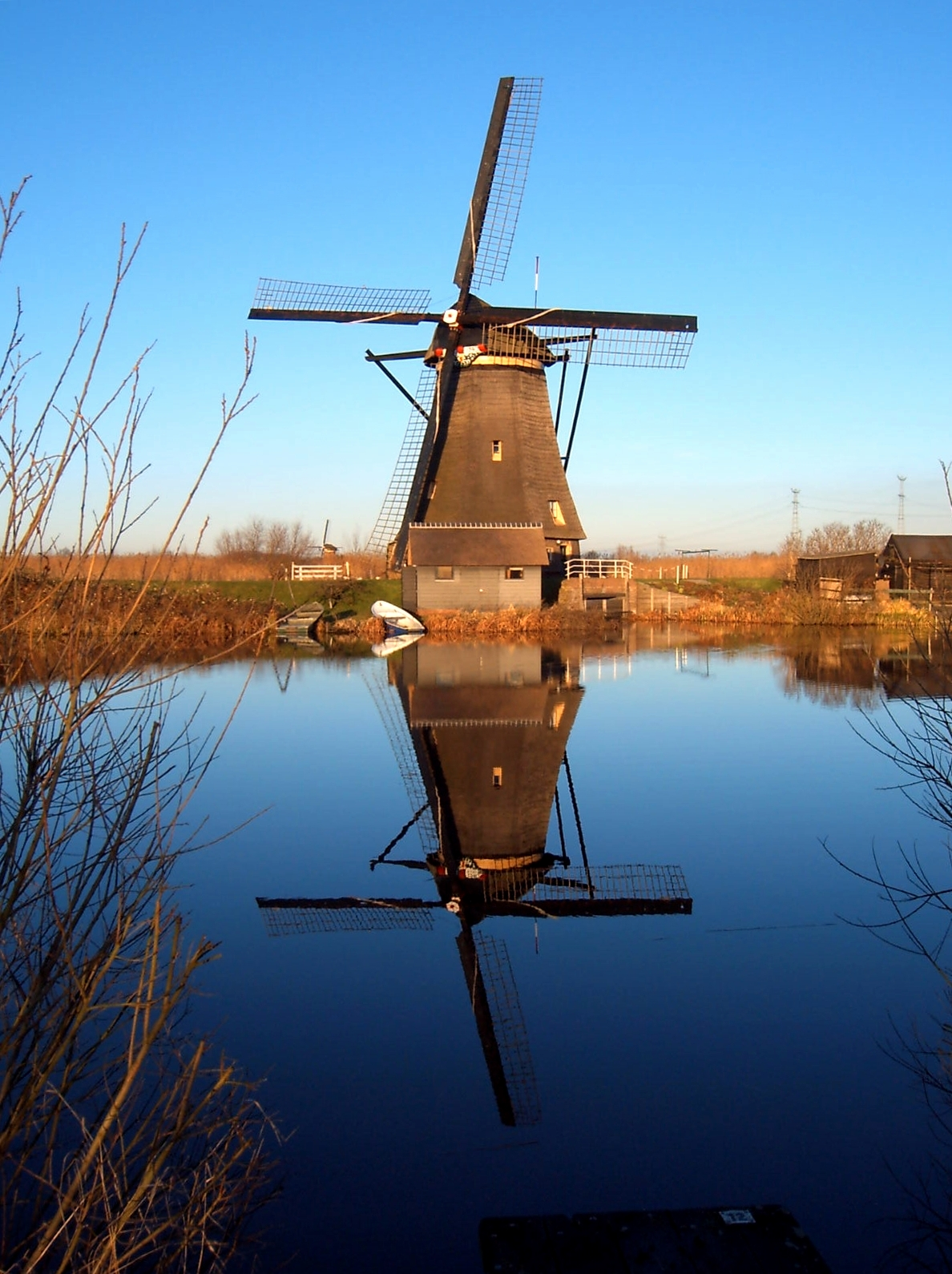

Kinderdijk är ett samhälle i Nederländerna, i kommunen Molenlanden, i provinsen Zuid-Holland, omkring 15 km öster om Rotterdam.
Kinderdijk är beläget i en polder vid ån Leks och Noords sammanflöde. För att dränera poldern, uppfördes ett nätverk bestående av 19 väderkvarnar omkring 1740. Denna kvarngrupp utgör den största koncentrationen kvarnar i Nederländerna.
Väderkvarnarna i Kinderdijk är ett av de mest kända nederländska turistställena och erhöll världsarvsstatus 1997. Namnet Elshout som ingår i världsarvsnamnet är byns ursprungliga namn.

## Namnets ursprung
Namnet Kinderdijk är nederländska för "Barns vall". År 1421 under översvämningen på Elisabet av Thüringens dag, den 19 november, översvämmades Grote Hollandse Waard, men poldern Alblasserwaard klarade sig. Det sägs att när den fruktansvärda stormen lugnat sig, gick någon till vallen mellan dessa två områden för att se vad som kunde räddas. Han såg på håll en vagga av trä komma flytande. Det fanns inget hopp att någon kunde leva i den, men när den närmade sig sågs rörelser. När vaggan kom närmre såg någon att en katt låg i vaggan och försökte balansera genom att hopp fram och tillbaka så att vatten inte skulle kunna komma in. När vaggan slutligen kom nära vallen, fiskade någon upp vaggan och såg att inne i den låg en helt torr bäbis och sov. I en del berättelser fortsatte katten hålla vaggan balanserad och flöt vidare. Denna folksägen och legend har publicerats som på engelska med titeln "Cat and the Cradle" (Meder 2007; Griffis, 1918).

## Historia
I Nederländerna är dräneringssystem av stor vikt. Nederländarna behöver ett väl utvecklat vattenkontrollsystem för att förhindra översvämning av stora områden, då delar av Nederländerna ligger under havsytan. I Alblasserwaard, blev problemen med vattnet allt tydligare på 1200-talet. Stora kanaler, kallade 'weteringen', grävdes för att få bort överflödigt vatten i poldrarna. Den dränerade jorden började dock sätta sig medan flodens vattennivå steg på grund av flodens sandlämningar. Efter ett par århundraden var ytterligare åtgärder nödvändiga för att hålla poldern torr. Man bestämde sig då för att bygga en serie väderkvarnar, med en begränsad kapacitet att hantera skillnader i vattennivån, men tillräckligt för att pumpa vatten till en reservoar i en nivå mellan poldern och floden; reservoaren kunde sedan pumpas ut i floden av andra kvarnar då flodnivån var tillräckligt låg; flodnivån har såväl säsongs- som tidvattenvariationer.
Full kontroll över vattennivån uppnåddes dock aldrig. Under århundradena, har befolkningen i de västra delarna av Nederländerna drabbats av översvämningar, särskilt på grund av bristningar i vallar; detta avspeglas i legenden om den flytande vaggan i Kinderdijk, och figuren Hans Brinker med sitt finger i en sprucken vall.